# 伊丹幸雄
伊丹 幸雄（いたみ さちお、1955年2月12日 - ）は、日本の歌手、俳優。福井県福井市出身。

## プロフィール
福井県福井市生まれ。父親の名前は「清」。兄弟は兄がいる。北陸高等学校中退。ザ・ワイルドワンズの付き人をしていたところを、渡辺プロダクションにスカウトされる。芸名からして兵庫県伊丹市出身と思われがちであるが、芸名はワイルドワンズのリーダーの加瀬邦彦が付けた。顔が伊丹十三に似ていることと、レーサーの福澤幸雄にあやかったということが由来であるという。
1972年にCBS・ソニーからシングル「青い麦」でデビュー、オリコンチャート最高22位のヒット。サッチンの愛称で呼ばれる。順調なスタートだったが以後伸び悩み、1974年には伊丹 サチオと改名するなど試みたが、実を結ぶまでには至らなかった。
1976年、ロックバンド「ローズマリー」にボーカリストとして加わる。同じくソロシンガーだった弾ともやと共にツインボーカルを務めた。
1978年、ローズマリーを離れ、本名の谷出正幸名義で、中神和司と風来坊を結成。同年、新宿音楽祭で賞を受賞。
1981年、「ビートたけしのオールナイトニッポン」の1コーナーに伊丹が取り上げられ、話題を呼ぶ（当時ソノシート版で制作された、ウィスパーカードを番組で流す）。これをきっかけに、フジテレビ系で放送されたバラエティ番組『オレたちひょうきん族』の準レギュラーとなり、コント「タケちゃんマン」でホラ貝を吹く男として出演した。
1997年、あいざき進也・西口久美子と共にLookin' For The Paradiseを結成。
2001年9月、オリエントレコードに移籍。
2013年6月〜　東京シネマアカデミーに所属。

## エピソード
- デビュー当初は第47回 日劇ウエスタン・カーニバルで競演した西城秀樹、田頭信幸と共に「新人三羽烏」と呼ばれた。
  - ごく短期間ではあるが新御三家（郷ひろみ、西城秀樹、野口五郎）の三人と共に「四天王」と呼ばれたこともある。
- プロデューサー加瀬邦彦が、沢田研二の衣装デザインに早川タケジを起用する際、テストとして同時期にプロデュースしていた伊丹の衣装をまず作らせた。

## ディスコグラフィ

### シングル
- 8枚目のシングル「涙」と、9枚目のシングル「Bonjourお目、目さん。」のみ伊丹サチオ名義。

| #                          | 発売日          | A/B面       | タイトル               | 作詞             | 作曲             | 編曲         | 規格品番    |
| CBS・ソニー                | CBS・ソニー     | CBS・ソニー | CBS・ソニー            | CBS・ソニー      | CBS・ソニー      | CBS・ソニー  | CBS・ソニー |
| -------------------------- | --------------- | ----------- | ---------------------- | ---------------- | ---------------- | ------------ | ----------- |
| 1                          | 1972年 4月21日  | A面         | 青い麦                 | 有馬三恵子       | 加瀬邦彦         | 青木望       | SOLA-15     |
| 1                          | 1972年 4月21日  | B面         | 抱きしめたい           | 有馬三恵子       | 加瀬邦彦         | 青木望       | SOLA-15     |
| 2                          | 1972年 7月21日  | A面         | 合言葉                 | 有馬三恵子       | 加瀬邦彦         | 青木望       | SOLA-40     |
| 2                          | 1972年 7月21日  | B面         | 二人のシーズン         | 有馬三恵子       | 加瀬邦彦         | 青木望       | SOLA-40     |
| 3                          | 1972年 10月21日 | A面         | 僕だけひとりぼっち     | 安井かずみ       | 平尾昌晃         | 竜崎孝路     | SOLA-61     |
| 3                          | 1972年 10月21日 | B面         | 青い涙                 | 安井かずみ       | 平尾昌晃         | 竜崎孝路     | SOLA-61     |
| 4                          | 1973年 1月21日  | A面         | 恋のおもかげ           | 安井かずみ       | 平尾昌晃         | 竜崎孝路     | SOLA-72     |
| 4                          | 1973年 1月21日  | B面         | 赤い時計               | 安井かずみ       | 平尾昌晃         | 竜崎孝路     | SOLA-72     |
| 5                          | 1973年 5月1日   | A面         | ほんとの僕             | 松山猛           | 加瀬邦彦         | 竜崎孝路     | SOLB-27     |
| 5                          | 1973年 5月1日   | B面         | 恋の迷い道             | 松山猛           | 加瀬邦彦         | 竜崎孝路     | SOLB-27     |
| 6                          | 1973年 8月1日   | A面         | 銀河のカーニバル       | 松山猛           | 加瀬邦彦         | 宮川泰       | SOLB-57     |
| 6                          | 1973年 8月1日   | B面         | 夏のラブレター         | 松山猛           | 加瀬邦彦         | 竜崎孝路     | SOLB-57     |
| 7                          | 1973年 11月1日  | A面         | 雨のきずな             | 松山猛           | 馬飼野俊一       | 馬飼野俊一   | SOLB-83     |
| 7                          | 1973年 11月1日  | B面         | 粉雪の少女             | 松山猛           | 馬飼野俊一       | 馬飼野俊一   | SOLB-83     |
| 8                          | 1974年 5月1日   | A面         | 涙                     | 有馬三恵子       | 穂口雄右         | 穂口雄右     | SOLB-130    |
| 8                          | 1974年 5月1日   | B面         | 僕の手を離さないで     | 穂口雄右         | 穂口雄右         | 穂口雄右     | SOLB-130    |
| 9                          | 1975年          | A面         | Bonjourお目、目さん。  | 麻生香太郎       | G.Kawczynski     | J.Jiry       | YESA-30     |
| 9                          | 1975年          | B面         | (スキャットバージョン) | -                | G.Kawczynski     | -            | YESA-30     |
| CLIMAX RECORDS             |                 |             |                        |                  |                  |              |             |
| 10                         | 1981年 12月     | A面         | 真冬の帰り道           | 水島哲           | 喜多嶋修         | 鳥山雄司     | CMA-2019    |
| 10                         | 1981年 12月     | B面         | LOVE (愛する二人)      | 伊丹幸雄         | 伊丹幸雄         | 鳥山雄司     | CMA-2019    |
| 11                         | 1982年 6月      | A面         | PLAYBOY                | 長渕剛           | 長渕剛           | 石田勝範     | CMA-2029    |
| 11                         | 1982年 6月      | B面         | 青い麦                 | 有馬三恵子       | 加瀬邦彦         | 山中のりまさ | CMA-2029    |
| 12                         | 1982年 10月     | A面         | ロンリー・タコくん     | 詩村マルユウ博史 | 三宅デタガリ恵介 | 山中のりまさ | CMA-2035    |
| 12                         | 1982年 10月     | B面         | ほ・ら・が・い         | 詩村マルユウ博史 | 三宅デタガリ恵介 | 山中のりまさ | CMA-2035    |
| オリエントレコード         |                 |             |                        |                  |                  |              |             |
| 13                         | 2001年 9月25日  | 01          | 驟雨                   | 嶌馨子           | 杜丘俊           | 内山有希夫   | ORDC-8301   |
| 13                         | 2001年 9月25日  | 02          | おもいやり             | 嶌馨子           | 伊丹幸雄         | 内山有希夫   | ORDC-8301   |
| ニューセンチュリーレコード |                 |             |                        |                  |                  |              |             |
| 14                         | 2007年 12月21日 | 01          | 青い麦                 | 有馬三恵子       | 加瀬邦彦         | 松井タツオ   | NCCE-71221  |

その他の名義のシングル
| 発売日                      | 規格                        | 規格品番                    | A面 B面                     | タイトル                             | 作詞                        | 作曲                        | 編曲                        |
| ローズマリー （伊丹在籍時） | ローズマリー （伊丹在籍時） | ローズマリー （伊丹在籍時） | ローズマリー （伊丹在籍時） | ローズマリー （伊丹在籍時）          | ローズマリー （伊丹在籍時） | ローズマリー （伊丹在籍時） | ローズマリー （伊丹在籍時） |
| フィリップスレコード        | フィリップスレコード        | フィリップスレコード        | フィリップスレコード        | フィリップスレコード                 | フィリップスレコード        | フィリップスレコード        | フィリップスレコード        |
| --------------------------- | --------------------------- | --------------------------- | --------------------------- | ------------------------------------ | --------------------------- | --------------------------- | --------------------------- |
| 1976年6月5日                | EP                          | FS-2014                     | A                           | 可愛いいひとよ                       | 阿久悠                      | 大野克夫                    | 深町純                      |
| 1976年6月5日                | EP                          | FS-2014                     | B                           | 恋は火の鳥                           | 岡田冨美子                  | T.Eyers                     | 深町純                      |
| 1976年                      | EP                          | FS-2029                     | A                           | ラブ・ミー・ライク・アイ・ラブ・ユー | 邦詩：岡田冨美子            | Stuart Woods                | ローズマリー                |
| 1976年                      | EP                          | FS-2029                     | B                           | ロックン・ロール・ラブ・レター       | 邦詩：岡田冨美子            | Tim Moors                   | ローズマリー                |
| 1977年                      | EP                          | FS-2044                     | A                           | グッバイ・ヘンリー                   | 麻生香太郎                  | あかのたちお                | あかのたちお                |
| 1977年                      | EP                          | FS-2044                     | B                           | 悲しきミツバチ                       | 麻生香太郎                  | あかのたちお                | あかのたちお                |
| 風来坊                      |                             |                             |                             |                                      |                             |                             |                             |
| ラジオシティレコード        |                             |                             |                             |                                      |                             |                             |                             |
| 1978年                      | EP                          | RD-1002                     | A                           | ブルートレイン                       | 阿久悠                      | 井上忠夫                    | 井上忠夫                    |
| 1978年                      | EP                          | RD-1002                     | B                           | 黒い太陽                             | 阿久悠                      | 井上忠夫                    | 井上忠夫                    |
| 1978年                      | EP                          | RD-1010                     | A                           | ZERO ZERO                            | 阿久悠                      | 長戸大幸                    | 長戸大幸                    |
| 1978年                      | EP                          | RD-1010                     | B                           | 冬景色                               | 阿久悠                      | 神谷秀                      | 長戸大幸                    |
| Lookin' for the Paradise    |                             |                             |                             |                                      |                             |                             |                             |
| ダイプロ・エックス          |                             |                             |                             |                                      |                             |                             |                             |
| 1997年5月21日               | 8cmCD                       | DXDL-4                      | 1                           | Revolution                           | FoolyouS                    | FoolyouS                    | 新田一郎                    |
| 1997年5月21日               | 8cmCD                       | DXDL-4                      | 2                           | 冬景色                               | FoolyouS                    | FoolyouS                    | FoolyouS                    |
| 1997年7月24日               | 8cmCD                       | DXDL-9                      | 1                           | 光と闇のボーダーライン               | FoolyouS                    | FoolyouS                    | FoolyouS                    |
| 1997年7月24日               | 8cmCD                       | DXDL-9                      | 2                           | 機械じかけのFake Town                | FoolyouS                    | FoolyouS                    | FoolyouS                    |

### アルバム
| 発売日        | 規格 | 規格品番  | アルバム |
| ------------- | ---- | --------- | --- |
| 1972年        | LP   | SOLJ-21   | サチオ・アイドルを歌う Side:A 1. 青い麦 2. シェリーに口づけ 3. 涙くんさよなら 4. 抱きしめたい 5. モナリザの微笑 Side:B 1. 愛するハーモニー 2. 青いリンゴ 3. 友達よ泣くんじゃない 4. 気になるあの娘 5. 夏の誘惑 |
| 1994年5月21日 | CD   | SRCL-2879 | サチオ・アイドルを歌う Side:A 1. 青い麦 2. シェリーに口づけ 3. 涙くんさよなら 4. 抱きしめたい 5. モナリザの微笑 Side:B 1. 愛するハーモニー 2. 青いリンゴ 3. 友達よ泣くんじゃない 4. 気になるあの娘 5. 夏の誘惑 |
| 1972年        | LP   | SOLJ-39   | サチオ・ベスト・オン・ステージ Side:A 1. オープニング 2. スイート・キャロライン 3. ルイジアナ・グッドバイ 4. イフ 5. 許されない愛 6. 物真似コーナー 7. ゴッド・ファーザー・愛のテーマ 8. 可愛い悪魔 Side:B 1. 合言葉 2. 二人のシーズン 3. アイドル・メドレー（夏の誘惑〜友達よ泣くんじゃない〜モナリザの微笑〜青いリンゴ） 4. ホワッド・アイ・セイ 5. 美しき愛の掟 6. 日曜日のマリア 7. 青い麦  |
| 1973年        | LP   | SOLJ-54   | 伊丹幸雄／ダイナミック・ヒット12「恋のおもかげ／愛の休日」 Side:A 1. 恋のおもかげ 2. あなたへの愛 3. 大人は判ってくれない 4. 黄色い麦わら帽子 5. 赤い時計 6. 寂しがりや Side:B 1. 愛の休日 2. バーニング・ラブ 3. ベンのテーマ 4. マッドネス 5. 明日を生きよう 6. 7月の朝 |
| 1973年        | LP   | SOLJ-85   | サチオ・ロック・ミュージカル・オン・ステージ「銀河のカーニバル」 |
| 2008年1月23日 | CD   | MHCL-1273 | ゴールデン☆ベスト 伊丹幸雄 1. 青い麦 2. 抱きしめたい 3. 合言葉 4. 二人のシーズン 5. 僕だけひとりぼっち 6. 青い涙 7. 恋のおもかげ 8. 赤い時計 9. ほんとの僕 10. 恋の迷い道 11. 銀河のカーニバル 12. 夏のラブレター 13. 雨のきずな 14. 粉雪の少女 15. 涙 16. 僕の手を離さないで 17. 愛の休日 18. バーニング・ラブ 19. 大人はわかってくれない 20. 黄色い麦わら帽子 21. 寂しがりや 22. ベンのテーマ |

## 出演

### テレビドラマ
- バーディ大作戦 第29話「浮気の計算書」（1974年、TBS）
- 月曜ドラマランド「とことんトシコ」（1983年、CX）
- サーティーン・ボーイ（1985年、TBS）
- 火曜サスペンス劇場「旅路・パパと一緒にいたい」（1985年、NTV）
- 夏樹静子サスペンス「独り旅」（1986年、KTV）
- 土曜ワイド劇場「未亡人殺し」（1986年、ANB）
- 徳川慶喜（1998年、NHK）
- ケイゾク/特別篇 PHANTOM〜死を契約する呪いの樹（1999年、TBS） - 塩川正義 役
- バーチャルガール 第6話「暗闇に震える歌姫へ捧ぐ涙のリクエスト」（2000年、NTV）
- 土曜ワイド劇場「混浴露天風呂連続殺人20」（2000年、ABC）
- 月曜ミステリー劇場
  - 森村誠一サスペンス 棟居刑事シリーズ4「復讐」（2004年）

### 映画
- ケイゾク/映画 Beautiful Dreamer（2000年） - 塩川正義 役

### Vシネマ
- 実録・鯨道8 瀬戸内戦争「道後白昼市街戦」矢嶋長次（2001年）
- 実録・九州やくざ抗争史 LB熊本刑務所 義絶盃（2002年）
- 首領への道・外伝 白虎会見参（2004年）- 白虎会舎弟頭 早坂茂
- 極道の紋章 第七章（2008年） - 誠真会若頭 安川組組長 安川洋介
- 新・首領への道5（2009年） - 太鶴会天満支部長
- 野望への挑戦（2009年） - 藤川不動産 社長
- 兄弟の墓場（2010年） - 山路組十和田一家代貸 朝比奈会会長 朝比奈一志
- 新・喧嘩の花道（2013年）

### バラエティー番組
- オレたちひょうきん族（1981年 ‐ 1983年、フジテレビ）
- '88夏休みスペシャル 思い出のアイドルスター大集合in大磯（1988年7月22日、フジテレビ）
- クイズ!脳ベルSHOW（BSフジ）